# エーテランキラン大橋
エーテランキラン大橋（エーテランキランおおはし、フィンランド語: Etelänkylän isosilta）は、フィンランドの中西部にある橋である。フィンランドで現役で使用されている木橋のうち、最も長い歴史をもつ。
エーテランキランとは、フィンランド語で「南の村」という意味をもつ言葉である。

## 概要
橋は、北ポフヤンマー県のピュハヨキに位置し、同自治体を流れるピュハ川 (en:Pyhäjoki (river)) に架橋されている。4連の木造の方杖橋であり、橋の長さは 77.5 メートルである。幅員は 6.37 メートルであり、支間長は 18.6 + 19.27 + 19.88 + 18.52 メートルである。
橋脚部は、切石積みによって造られており、そこから左右に張り出した木製の6本の方杖が、橋桁を支持している。床版や方杖には、アカマツ材が用いられている。木材部分には、腐朽を防ぐために木タールが塗布されている。
橋脚の上流側は、くさびのような形状をしており、洪水発生時に流れてくる氷塊を砕く役目を果たしている。橋は、経済発展、運輸と環境センター (en:Centre for Economic Development, Transport and the Environment) によって管理されている。

## 由来
この橋が架橋される以前は、ピュハ川には古い木造の橋が架けられており、老朽化が問題になったことから、1833年に旧橋の架け替えが決議され、軍人技師のフレドリック・アードルフ・ハッルストローム (fi:Fredrik Adolf Hällström) によって、「次の春までに橋の架け替えを行う必要がある」との旨の意見書が出された。
1834年10月、橋脚に石を用いた橋の建設が皇帝によって決定された。1837年、橋が完成された。1963年までは、オウルとコッコラの間をつなぐ国道8号線 (fi:Valtatie 8) の一部を構成していたが、それ以降は、地方道路の一部となっている。

1982年、フィンランド道路庁によって博物対象建造物に指定されている。1987年に行われた橋の年輪年代調査によって、橋桁を支持する木材のほとんどが、建造当時のものであることが判明している。2007年に行われた調査の結果、通行できる車両は 3 トンまでのものに限定されている。2018年、経済発展、運輸と環境センターによって全面的な改修が開始された。